# Christine Boutin
Christine Boutin (ur. 6 lutego 1944 w Levroux w Indre) – francuska polityk i dziennikarka, parlamemntarzystka, była minister mieszkalnictwa i polityki miejskiej.

## Życiorys
Studiowała na Université Panthéon-Assas. Pracowała w Krajowym Centrum Badań Naukowych, a także w Crédit Agricole (m.in. jako dziennikarka wydawanego przez tę firmę miesięcznika).
Od 1986 do 2007 w każdych kolejnych wyborach uzyskiwała mandat deputowanej do francuskiego Zgromadzenia Narodowego w departamencie Yvelines. W 1995 została powołana na konsultantkę Papieskiej Rady ds. Rodziny. Dwa lata wcześniej powołała antyaborcyjną organizację pozarządową, Alliance pour les droits de la vie (ADV).
Należała do Unii na rzecz Demokracji Francuskiej. W 2001 w jej ramach założyła Forum Socjalnych Republikanów (w 2009 przemianowane na Partię Chrześcijańsko-Demokratyczną). Doprowadziła do przekształcenia FRS w partię, gdy ogłosiła swój start w wyborach prezydenckich w 2002, w których otrzymała 1,19%. W tym samym roku podjęła współpracę z Unią na rzecz Ruchu Ludowego, w ramach której kierowane przez nią ugrupowanie uzyskało status partii stowarzyszonej. W ramach UMP reprezentuje nurt konserwatywny, m.in. sprzeciwiała się uchwaleniu PACS.
Od 2007 do 2009 w rządach François Fillona sprawowała urząd ministra mieszkalnictwa i polityki miejskiej. Po swojej dymisji zrezygnowała z możliwości objęcia mandatu w parlamencie, a w 2013 ustąpiła z kierowania partią chadecką.
W drugiej turze wyborów prezydenckich w 2017 wsparła Marine Le Pen. Przed wyborami w 2022 zadeklarowała poparcie dla Érica Zemmoura.